# CB Colón
Uniformes
Le CB Colón est un club panaméen de baseball évoluant en Ligue du Panama.
Basé à Colón (Colón), le CB Colón évolue à domicile à l'Estadio Roberto Mariano Bula, enceinte de 2 500 places. Fondé en 1944, le club compte huit titres de champion national entre 1949 et 1972.

## Palmarès
- Champion du Panama (8) : 1949, 1953, 1956, 1957, 1958, 1959, 1962 et 1972[1].

## Histoire
Fondé en 1944, Colón participe au premier championnat du Panama en 1944.